# Typhlodromus higoensis
Typhlodromus higoensis är en spindeldjursart som beskrevs av Ehara 1985. Typhlodromus higoensis ingår i släktet Typhlodromus och familjen Phytoseiidae. Inga underarter finns listade i Catalogue of Life.